# Clinton Rosemond

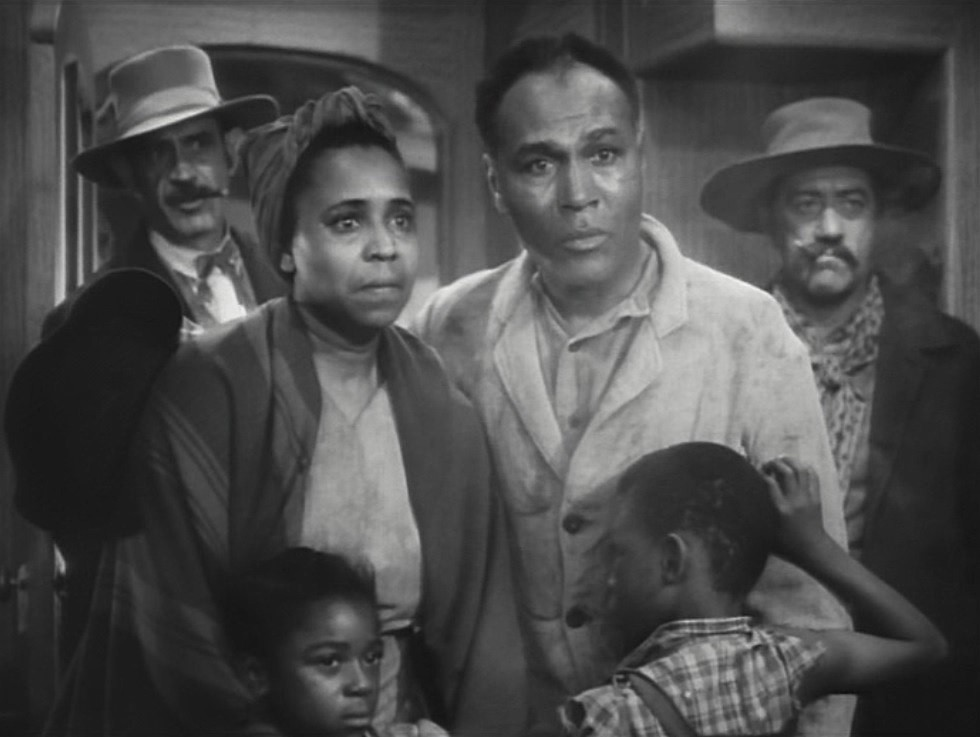
La Piste de Santa Fe (1940),
avec Clinton Rosemond au centre

Cresent Clinton Rosemond, né le 1er novembre 1882 à Seneca (Caroline du Sud) et mort le 10 mars 1966 à Los Angeles (Californie), est un acteur américain.

## Biographie
D’abord chanteur jusque dans les années 1920, Clinton Rosemond devient acteur de second rôle (souvent non crédité) au cinéma et contribue à quarante-cinq films américains (dont deux courts métrages), depuis Only the Brave de Frank Tuttle (1930, avec Gary Cooper et Mary Brian) jusqu’à Le Grand Impresario (en) de Mitchell Leisen (1953, avec David Wayne et Ezio Pinza).
Entretemps, mentionnons Les Verts Pâturages de Marc Connelly et William Keighley (1936, avec Rex Ingram et Oscar Polk), La ville gronde (1937, avec Claude Rains et Gloria Dickson) et Les Oubliés (1941, avec Greer Garson et Walter Pidgeon), tous deux réalisés par Mervyn LeRoy, ainsi que Madame exagère de Norman Taurog (1942, avec Ray Milland et Betty Field).
Clinton Rosemond meurt en 1966, à 83 ans.

## Filmographie partielle
- 1930 : Only the Brave de Frank Tuttle : le majordome
- 1932 : Le Masque d'or (The Mask of Fu Manchu) de Charles Brabin : un esclave
- 1932 : Un mauvais garçon (No Man of Her Own) de Wesley Ruggles : un porteur
- 1934 : Carolina d'Henry King : un chanteur
- 1936 : Les Verts Pâturages (The Green Pastures) de Marc Connelly et William Keighley : le prophète
- 1937 : La ville gronde (They Won’t Forget) de Mervyn LeRoy : Tump Redwine
- 1937 : Hollywoood Hotel de Busby Berkeley : le chanteur Tom
- 1938 : Le Jeune docteur Kildare (Young Dr. Kildare) d'Harold S. Bucquet : Conover
- 1938 : Frou-frou (The Toy Wife) de Richard Thorpe : Pompey
- 1938 : The Story of Doctor Carver de Fred Zinnemann (court métrage) : George Washington Carver
- 1939 : On demande le docteur Kildare (Calling Dr. Kildare) d'Harold S. Bucquet : Conover
- 1939 : Trafic d'hommes (Stand Up and Fight) de W. S. Van Dyke : Enoch
- 1939 : L'Esclave aux mains d'or (Golden Boy) de Rouben Mamoulian : le père
- 1940 : L'Escadron noir (Dark Command) de Raoul Walsh : Tom
- 1940 : Maryland d' Henry King : Frère Dickey
- 1940 : La Piste de Santa Fe (The Santa Fe Trail) de Michael Curtiz : le père de famille dans le train
- 1941 : Les Oubliés (Blossoms in the Dust) de Mervyn LeRoy : Zeke
- 1941 : La Reine des rebelles (Belle Starr) d'Irving Cummings : l'homme sur un banc
- 1942 : La Fièvre du jazz (Syncopation) de William Dieterle : Professeur Topeka
- 1942 : La Glorieuse Parade (Yankee Doodle Dandy) de Michael Curtiz : le majordome à la Maison-Blanche
- 1942 : Madame exagère (Are Husbands Necessary?) de Norman Taurog : Enos
- 1943 : Un petit coin aux cieux (Cabin in the Sky) de Vincente Minnelli et Busby Berkeley : un docteur
- 1943 : Vaudou (I Walked with a Zombie) de Jacques Tourneur : le cocher
- 1943 : Mademoiselle ma femme (I Dood It) de Vincente Minnelli : Oncle Sig
- 1943 : Obsessions (Flesh and Fantasy) de Julien Duvivier : un ancien
- 1944 : Heavenly Days d' Howard Estabrook : un serviteur
- 1946 : Colonel Effingham's Raid d'Irving Pichel : un serviteur
- 1946 : Cœur secret (The Secret Heart) de Robert Z. Leonard : William
- 1946 : Trois Jeunes Filles en bleu (Three Little Girls in Blue) de H. Bruce Humberstone : Ben
- 1947 : L'Amour au trot (The Homestretch) de H. Bruce Humberstone : un serviteur
- 1949 : The Story of Seabiscuit de David Butler : Swipe
- 1953 : Le Grand Impresario (en) (Tonight We Sing) de Mitchell Leisen : le père